# Astronomical Society of the Pacific
L'Astronomical Society of the Pacific (ASP) és una organització científica i educacional, fundada en San Francisco, Califòrnia el 1889. El seu nom prové dels seus orígens en la costa de l'Oceà Pacífic, encara que actualment els seus membres provenen d'arreu del món. El seu estatus legal és el d'una Organització sense finalitats de lucre.

## Publicacions
La societat promou l'educació a través de diverses publicacions, cadascuna orientada a un públic diferent:
- L'Univers a la classe (en anglés: The Universe in the Classroom) és una revista electrònica gratuïta, dirigida a professors i educadors, per ajudar els seus estudiants a aprendre sobre els misteris de l'astronomia.[1] És editada en anglès, francès i espanyol, i s'espera tenir versions en altres idiomes a futur.[2]

- Mercury, És una revista electrònica publicada quadrimestralment, que cobreix una àmplia gamma de temes relacionats amb l'astronomia. La seva subscripció s'obté en unir-se a la Societat.[3]

- Publications of the Astronomical Society of the Pacific (PASP) és una revista científica, orientada a astrònoms professionals. És publicada mensualment des del 1889.